# Iona (genre)
Pour les articles homonymes, voir Iona.
Genre
Synonymes
- Erasmia Keyserling, 1882 nec Hope, 1840

Iona est un genre d'araignées aranéomorphes de la famille des Salticidae.

## Distribution
Les espèces de ce genre se rencontrent en Océanie.

## Liste des espèces
Selon World Spider Catalog (version 22.5, 10/08/2021) :
- Iona minuta (Berland, 1929)
- Iona nigrovittata (Keyserling, 1882)
- Iona nitens (Berry, Beatty & Prószyński, 1997)
- Iona opelli (Berry, Beatty & Prószyński, 1997)

## Publications originales
- Peckham & Peckham, 1886 : Genera of the family Attidae: with a partial synonymy. Transactions of the Wisconsin Academy of Sciences, Arts, and Letters, vol. 6, p. 255-342 (texte intégral).
- Keyserling, 1882 : Die Arachniden Australiens. Nürnberg, vol. 1, p. 1325-1420 (texte intégral).